# Fabriques de tabac réunies
Pour les articles homonymes, voir FTR.
Les Fabriques de tabac réunies est une entreprise suisse fondée à Soleure en 1925.
Basée à Serrières depuis 1942, l'entreprise fabrique des cigarettes pour le compte de son propriétaire, la holding Philip Morris International qui l'a rachetée en 1963 après avoir été la première fabrique hors des États-Unis d'Amérique à fabriquer des Marlboros,.

## Sources
1. 1 2  Article Fabriques de tabac réunies dans le Dictionnaire historique de la Suisse en ligne.
2. ↑  (en) « Our history », sur "Philip Morris International (consulté le 14 octobre 2009)
3. ↑  Claude Gentizon, Que sont-elles devenues?, Publibook, 2014, 300 p. (ISBN 978-2-342-02823-2, lire en ligne), p. 143-144